# The Scarlet Opera
The Scarlet Opera — американський рок-гурт з Лос-Анджелеса, Каліфорнія. Гурт був заснований під назвою Perta у 2016 році.
У 2018 році гурт випустив сингл "From Fire".
У 2022 році гурт отримав нову назву, The Scarlet Opera. З новою назвою, The Scarlet Opera, гурт випустив чотири сингла і один мініальбом.

## Історія

### Perta (2016–2022)
У 2016 році на вечірці в Лос-Анджелесі Колін Кенрік зустрів колегу, випускника каліфорнійського інституту мистецтв, Луку Базулку.
Почувши сольне виконання вокаліста, Кенрік вирішив сформувати гурт навколо образу та вокалу Базулки. До нового гурту Кенрік запросив давніх друзів, Деніела Цукера, Джастіна Сігала та Чанса Тейлора.
Незабаром вони стали нерозлучними, разом їздили на відпочинок і разом працювали над музикою в дитячій спальні Кенріка в місті Калабасас, штат Каліфорнія.
Пізніше гурт переїхав до Шерман-Оукс (Лос-Анджелес, штат Каліфорнія) і почав використовувати кухню Кенріка, як нове приміщення для репетицій.
Звучання гурту ґрунтувалося на театральному досвіді товаришів по гурту, вродженій музичній майстерності та різноманітних впливах, які варіюються від рок-груп, таких як Guns N' Roses, до фанк-поп-виконавців, таких як Prince.
Гурт сформувався під назвою Perta.
Назва навіяна однією з улюблених п’єс Базулки «Пташка», заснованої на романі Вільяма Вартона (William Wharton) та адаптованої Наомі Воллес (Naomi Wallace), у якій головний герой подружився з пташкою на ім’я Перта. Він заявив, що одна з реплік п’єси резонувала з ним, у якій Перта каже головному герою: «забути цю нісенітницю про «бути хлопчиком»». Оскільки Базулка відчував, що він завжди стирав межу між чоловічим і жіночим, п’єса, а отже і назва гурту, нагадали йому «про те, що він був тим хлопчиком і дав [самому собі] цю пораду щодо вибору свого щастя».
У 2018 році гурт випустив сингл «From Fire» і привернув увагу журналу Paper magazine та актора Алека Болдуіна, який взяв інтерв’ю у Базулки та Кенріка у своєму подкасті Here’s the Thing.

### The Scarlet Opera (2022–теперішній час)
Після невеликої перерви, у 2022 році гурт відновився під назвою The Scarlet Opera. Нова назва гурту навіяна романом «The Scarlet Letter» Натаніеля Хоторна. За словами гурту, це означає неправильно зрозумілих і зфальшованих. «Музика, шоу, гламур — усе це присвячено ізгоям, сексуально розкутим, тим, хто не багатий, тим, хто відкритий».
Гурт підписав контракт з лейблом Republic Records.
16 вересня 2022 року під новою назвою, The Scarlet Opera, гурт випустив свій перший сингл «The Place to Be».
20 січня 2023 року гурт The Scarlet Opera випустив свій другий сингл «Big City Thing».
У березні 2023 року вони дебютували на телебаченні в ток-шоу The Late Late Show with James Corden, виконавши свою пісню «Alive».
Незабаром після цього гурт The Scarlet Opera випустив свій перший мініальбом Comedy.

## Склад гурту
- Лука Базулка (Luka Bazulka) — провідний вокаліст,
- Колін Кенрік (Colin Kenrick) — клавішник,
- Деніел Цукер (Daniel Zuker) — басист,
- Джастін Сігал (Justin Siegal) — барабанщик,
- Ченс Тейлор (Chance Taylor) — гітарист.[4]

## Дискографія

### Релізи гурту Perta

#### Сингли
- "From Fire" (2018)

### Релізи гурту The Scarlet Opera

#### Сингли
- "The Place to Be" (2022)
- "Big City Thing" (2023)
- "Alive" (2023)
- "That Kind of Woman" (2023)

#### Мініальбоми
- Comedy (2023)